# Chakarov Island
Chakarov Island (englisch; bulgarisch Чакъров остров Tschakarow ostrow) ist eine vereiste, in südwest-nordöstlicher Ausrichtung 2,18 km lange, 600 m breite und 92 Hektar große Insel im Archipel der Biscoe-Inseln westlich der Antarktischen Halbinsel. Sie liegt 2,85 km südwestlich von Irving Island, 700 m nördlich von Bedford Island, 5,35 km südöstlich von Belding Island und 4,7 km südlich von Watkins Island.
Die bulgarische Kommission für Antarktische Geographische Namen benannte sie 2020 nach Danail Tschakarow vom bulgarischen Außenministerium, Mitglied der Namensgebungskommission seit 2013.